# Vindelle
Vindelle est une commune du Sud-Ouest de la France, située dans le département de la Charente (région Nouvelle-Aquitaine).
Ses habitants sont les Vindellois et les Vindelloises.

## Géographie

### Localisation et accès
Bien qu'à seulement 8 km au nord d'Angoulême et faisant partie de son aire urbaine, Vindelle conserve des caractères de ruralité[réf. souhaitée].
Le bourg de Vindelle est aussi à 4 km au nord de Saint-Yrieix-sur-Charente et 5 km au sud de Vars.
Pour s'y rendre, il faut d'abord rejoindre la D 737 ou la D 139 qui passent en hauteur sur les deux bords de la large vallée de la Charente, car Vindelle est à l'écart des grands axes routiers. La D 37, la D 117 et la D 406 desservent la commune, et franchissent la Charente par respectivement trois ponts, dont celui en direction de Balzac vers le sud situé à côté du bourg. La D 939, route d'Angoulême à Rouillac et Saint-Jean-d'Angély, passe en limite occidentale de commune.
La gare la plus proche est celle d'Angoulême.

### Hameaux et lieux-dits
Les hameaux les plus importants de la commune sont Guissalle au nord, Chapelot à l'est, Tonne et le Cluzeau à l'ouest.
L'habitat est assez dispersé et la commune compte par ailleurs d'autres hameaux de moindre importance : Puant, les Gélinards, les Moreaux, ainsi que de nombreuses fermes et quelques lotissements récents.

### Communes limitrophes
| Marsac              | Vars                      |        |
| Asnières-sur-Nouère | Vindelle                  | Balzac |
| Fléac               | Saint-Yrieix-sur-Charente |        |

### Géologie et relief
Le sol de la commune est composé de calcaire datant du Jurassique supérieur (Kimméridgien et Portlandien). Le Portlandien est en limite ouest de la commune et forme une cuesta faisant face au nord-est qui correspond aussi au versant occidental de la vallée de la Charente, très large au nord d'Angoulême. On trouve quelques petites zones de grèzes datant du Quaternaire sur le flanc de cet escarpement.
La vallée elle-même, soit une grande moitié est de la commune, correspond à la rive convexe d'un large méandre de la Charente. Elle est composée de couches successives d'alluvions qui se sont déposées, lors du Quaternaire, en terrasses de sable, argiles et galets, jusqu'à 10 m de hauteur, comme à l'est de Guissalle. Le lit du fleuve (zone inondable) est lui-même constitué d'alluvions plus récentes (limons, argile sableuse, tourbe),,,.
Le territoire communal de Vindelle occupe l'intérieur d'un large méandre, dans la vallée de la Charente, le terrain s'élevant en pente douce de l'est vers l'ouest. Le point culminant se situe en limite ouest de la commune, après Tonne, à une altitude de 125 m. Le point le plus bas, avec 31 m, est situé sur la Charente, au lieu-dit la Côte, en limites de Balzac et Saint-Yrieix-sur-Charente. Le bourg est à environ 38 m d'altitude.

### Hydrographie

#### Réseau hydrographique
La commune est située dans le bassin versant de la Charente au sein du Bassin Adour-Garonne. Elle est drainée par la Charente, la Méronne et par un petit cours d'eau, qui constituent un réseau hydrographique de 13 km de longueur totale,.
Vindelle se situe au creux d'un large méandre de la Charente, en amont d'Angoulême. La Méronne, un bras de la Charente long de 2,5 km, arrose le sud du village.

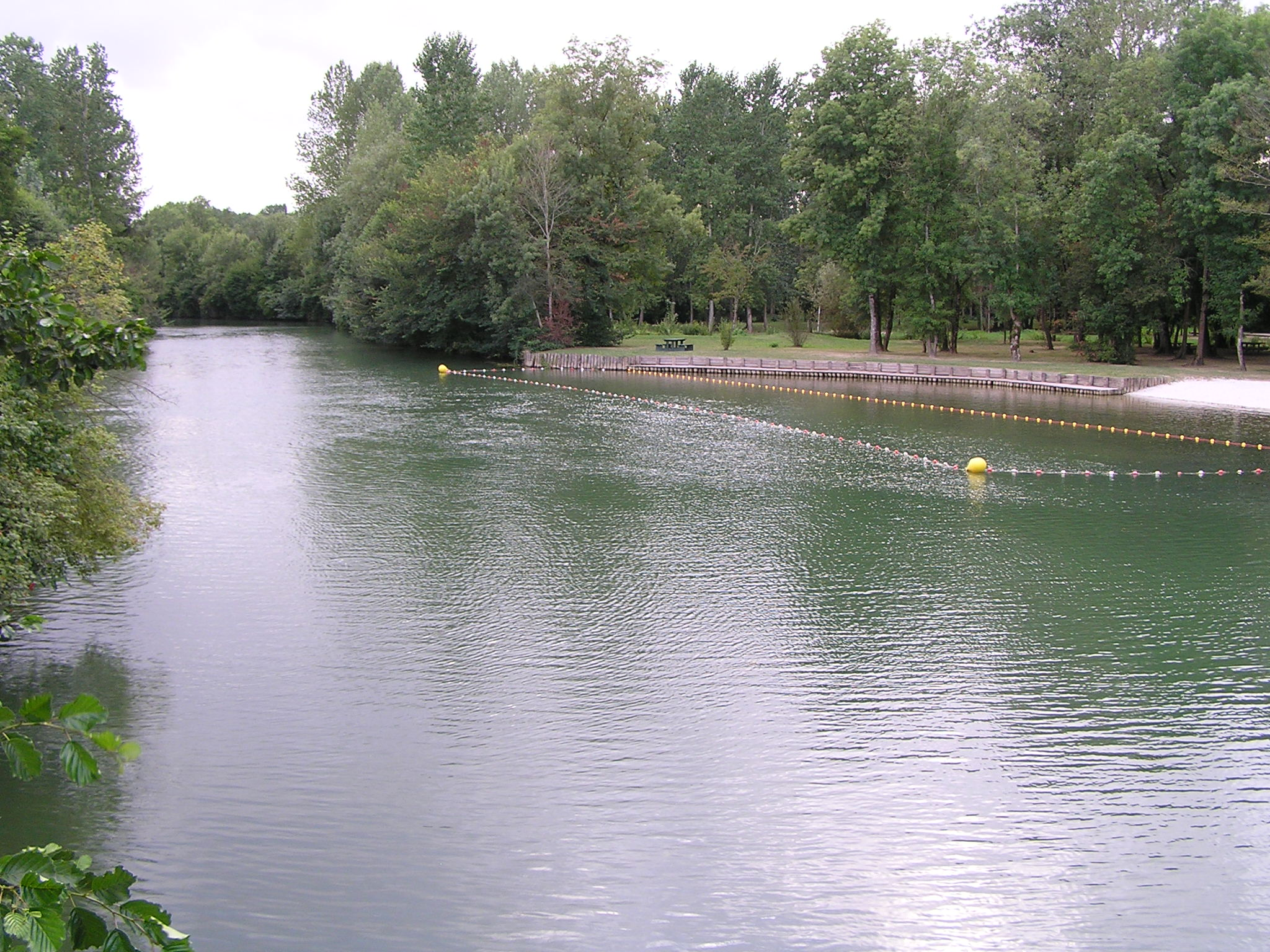
La Charente.
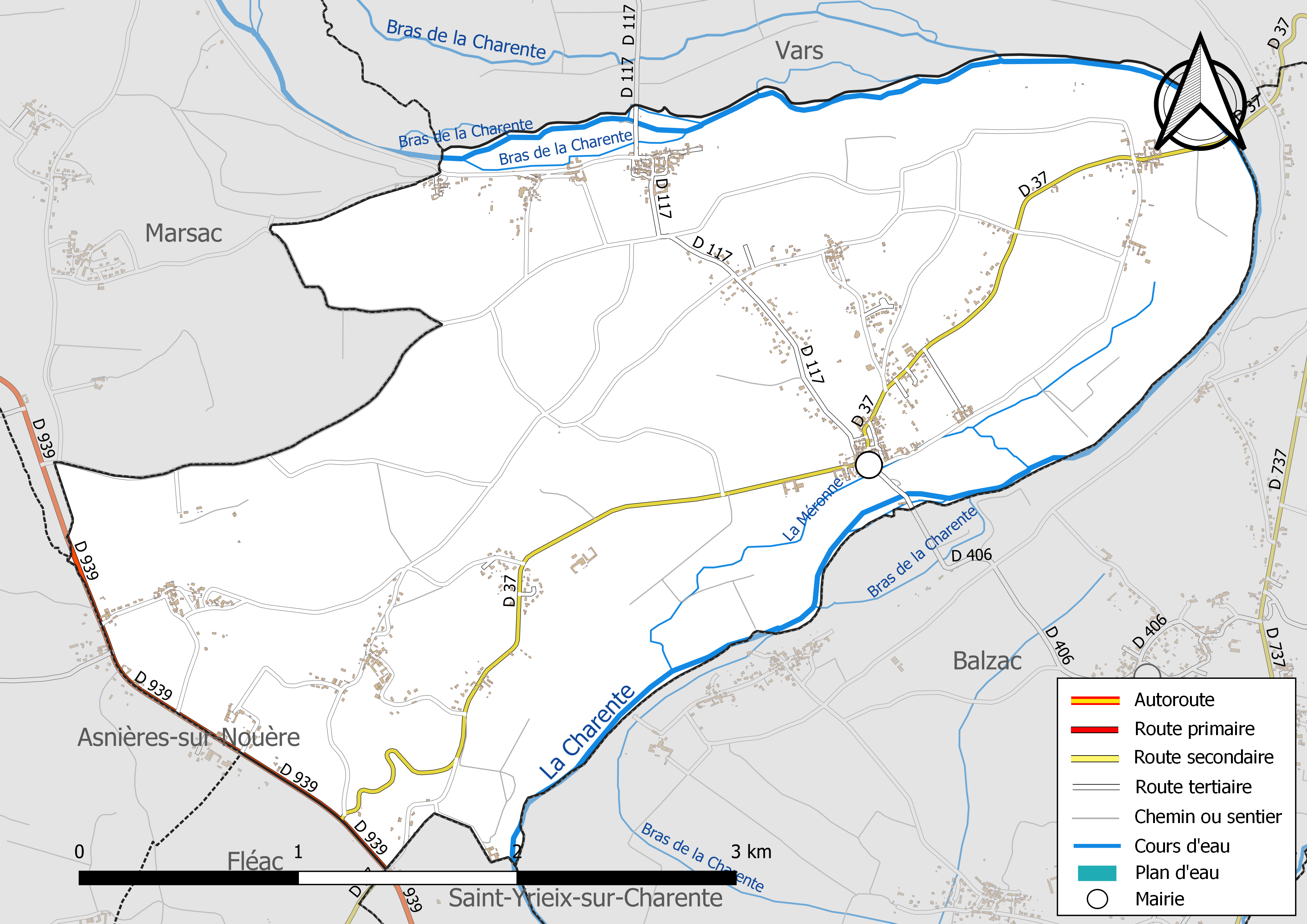
Réseaux hydrographique et routier de Vindelle

#### Gestion des eaux
Le territoire communal est couvert par le schéma d'aménagement et de gestion des eaux (SAGE) « Charente ». Ce document de planification, dont le territoire correspond au bassin de la Charente, d'une superficie de 9 300 km2, a été approuvé le 19 novembre 2019. La structure porteuse de l'élaboration et de la mise en œuvre est l'établissement public territorial de bassin Charente. Il définit sur son territoire les objectifs généraux d’utilisation, de mise en valeur et de protection quantitative et qualitative des ressources en eau superficielle et souterraine, en respect des objectifs de qualité définis dans le troisième SDAGE  du Bassin Adour-Garonne qui couvre la période 2022-2027, approuvé le 10 mars 2022.

### Climat
Comme dans les trois quarts sud et ouest du département, le climat est océanique aquitain.

## Urbanisme

### Typologie
Au 1er janvier 2024, Vindelle est catégorisée commune rurale à habitat dispersé, selon la nouvelle grille communale de densité à 7 niveaux définie par l'Insee en 2022.
Elle est située hors unité urbaine. Par ailleurs la commune fait partie de l'aire d'attraction d'Angoulême, dont elle est une commune de la couronne,. Cette aire, qui regroupe 94 communes, est catégorisée dans les aires de 50 000 à moins de 200 000 habitants,.

### Occupation des sols
L'occupation des sols de la commune, telle qu'elle ressort de la base de données européenne d’occupation biophysique des sols Corine Land Cover (CLC), est marquée par l'importance des territoires agricoles (95 % en 2018), une proportion identique à celle de 1990 (95 %). La répartition détaillée en 2018 est la suivante : 
terres arables (44,1 %), zones agricoles hétérogènes (31,4 %), prairies (14 %), cultures permanentes (5,5 %), zones urbanisées (3,8 %), forêts (1,2 %). L'évolution de l’occupation des sols de la commune et de ses infrastructures peut être observée sur les différentes représentations cartographiques du territoire : la carte de Cassini (XVIIIe siècle), la carte d'état-major (1820-1866) et les cartes ou photos aériennes de l'IGN pour la période actuelle (1950 à aujourd'hui).

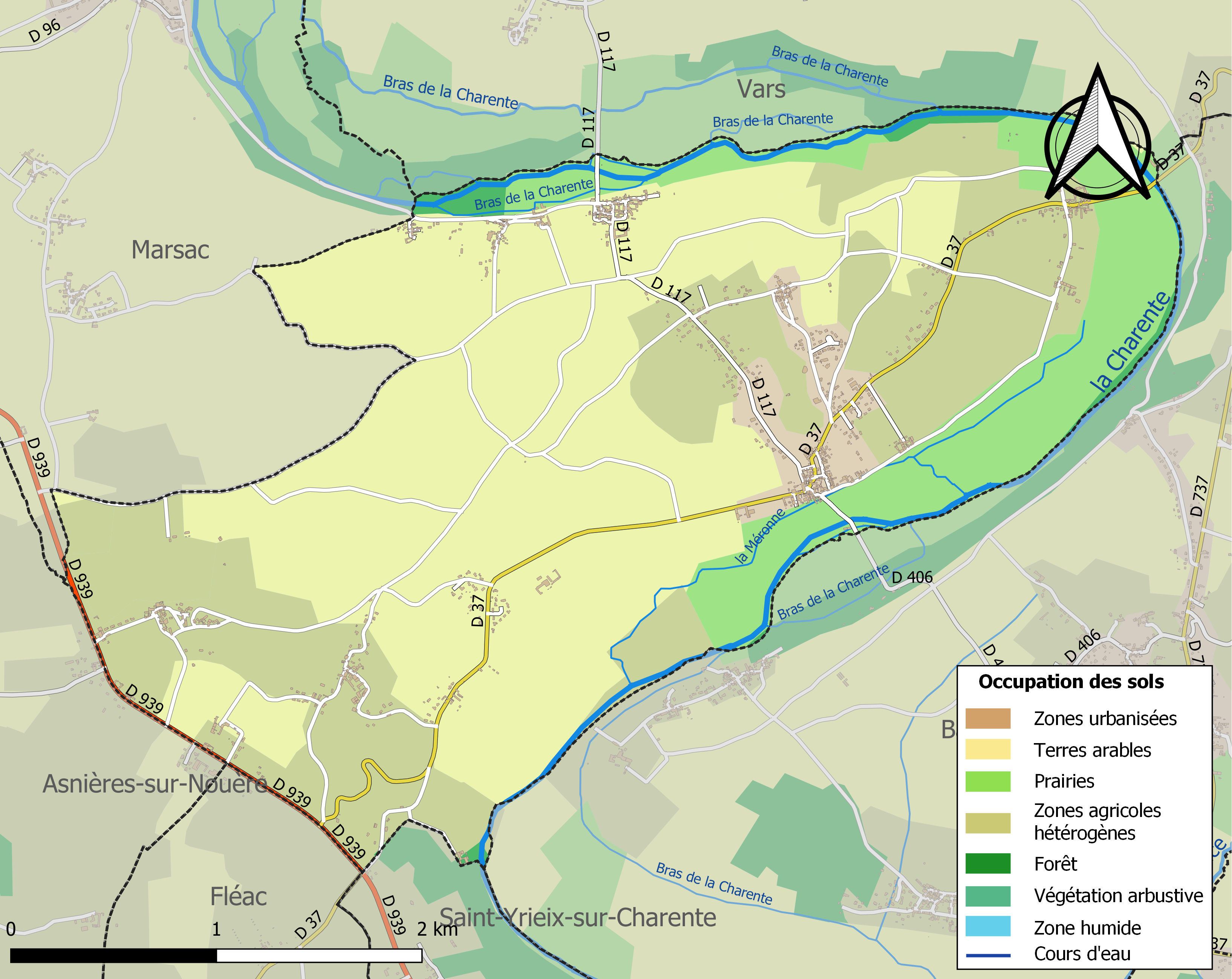
Carte des infrastructures et de l'occupation des sols de la commune en 2018 (CLC).

### Risques majeurs
Le territoire de la commune de Vindelle est vulnérable à différents aléas naturels : météorologiques (tempête, orage, neige, grand froid, canicule ou sécheresse), inondations et séisme (sismicité modérée). Il est également exposé à un risque technologique,  le transport de matières dangereuses. Un site publié par le BRGM permet d'évaluer simplement et rapidement les risques d'un bien localisé soit par son adresse soit par le numéro de sa parcelle.

#### Risques naturels
Certaines parties du territoire communal sont susceptibles d’être affectées par le risque d’inondation par débordement de cours d'eau, notamment la Charente. La commune a été reconnue en état de catastrophe naturelle au titre des dommages causés par les inondations et coulées de boue survenues en 1982, 1993, 1999 et 2021,.

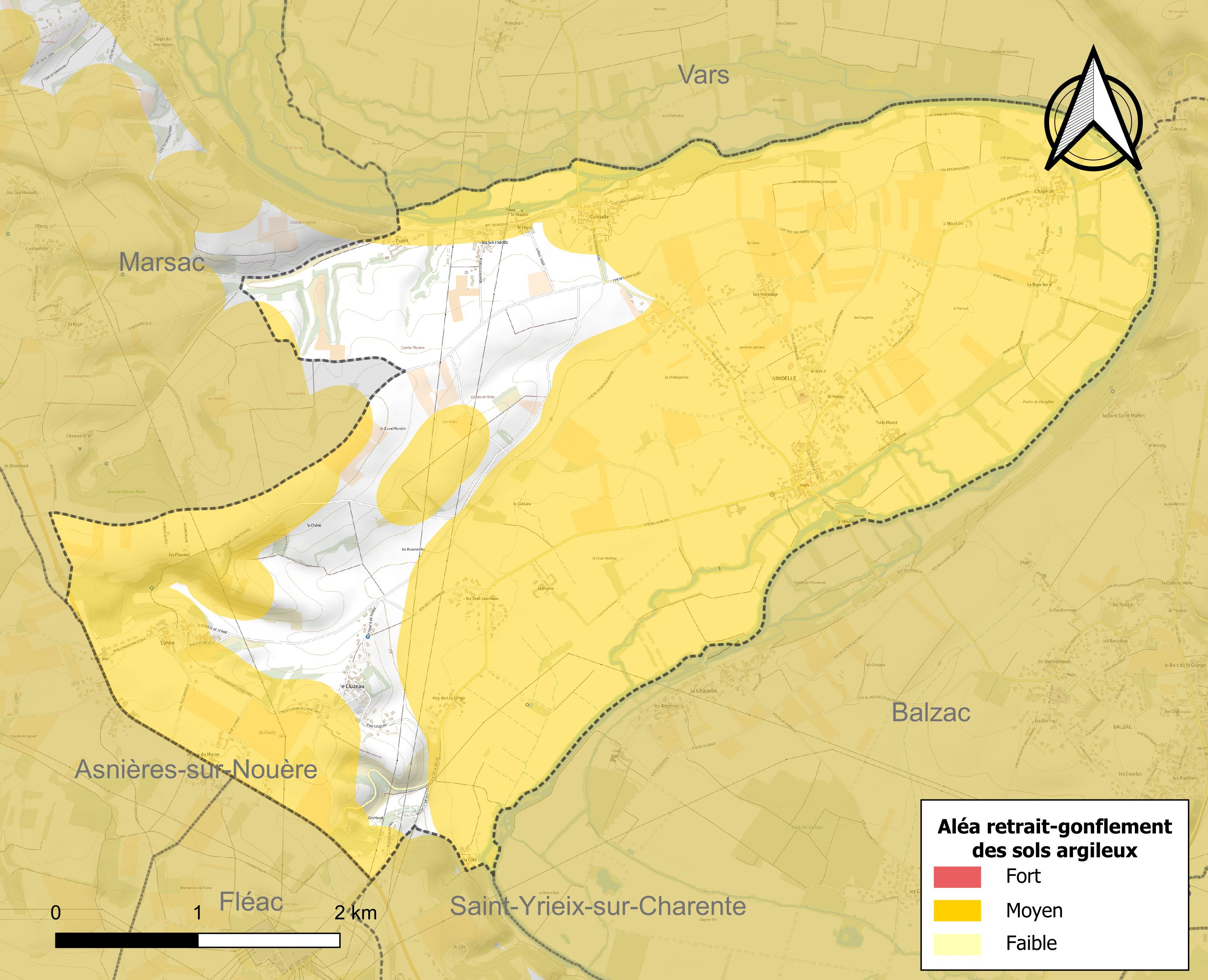
Carte des zones d'aléa retrait-gonflement des sols argileux de Vindelle.

Le retrait-gonflement des sols argileux est susceptible d'engendrer des dommages importants aux bâtiments en cas d’alternance de périodes de sécheresse et de pluie. 80,4 % de la superficie communale est en aléa moyen ou fort (67,4 % au niveau départemental et 48,5 % au niveau national). Sur les 496 bâtiments dénombrés sur la commune en 2019,  444 sont en aléa moyen ou fort, soit 90 %, à comparer aux 81 % au niveau départemental et 54 % au niveau national. Une cartographie de l'exposition du territoire national au retrait gonflement des sols argileux est disponible sur le site du BRGM,.
Par ailleurs, afin de mieux appréhender le risque d’affaissement de terrain, l'inventaire national des cavités souterraines permet de localiser celles situées sur la commune.
Concernant les mouvements de terrains, la commune a été reconnue en état de catastrophe naturelle au titre des dommages causés par des mouvements de terrain en 1999.

#### Risques technologiques
Le risque de transport de matières dangereuses sur la commune est lié à sa traversée par une ou des infrastructures routières ou ferroviaires importantes ou la présence d'une canalisation de transport d'hydrocarbures. Un accident se produisant sur de telles infrastructures est susceptible d’avoir des effets graves sur les biens, les personnes ou l'environnement, selon la nature du matériau transporté. Des dispositions d’urbanisme peuvent être préconisées en conséquence.

## Toponymie
Le lieu est attesté sous les formes anciennes Vincella, puis Vinzella en 919, Vincellae avant 1020, Vinzella en 1298, Vindella en 1491,, et sous sa forme actuelle au XVIe siècle.
L'origine du nom de Vindelle remonterait au bas latin vinicella qui signifie « petite vigne », devenu vincella par contraction, puis Vindella par altération tardive.

## Histoire

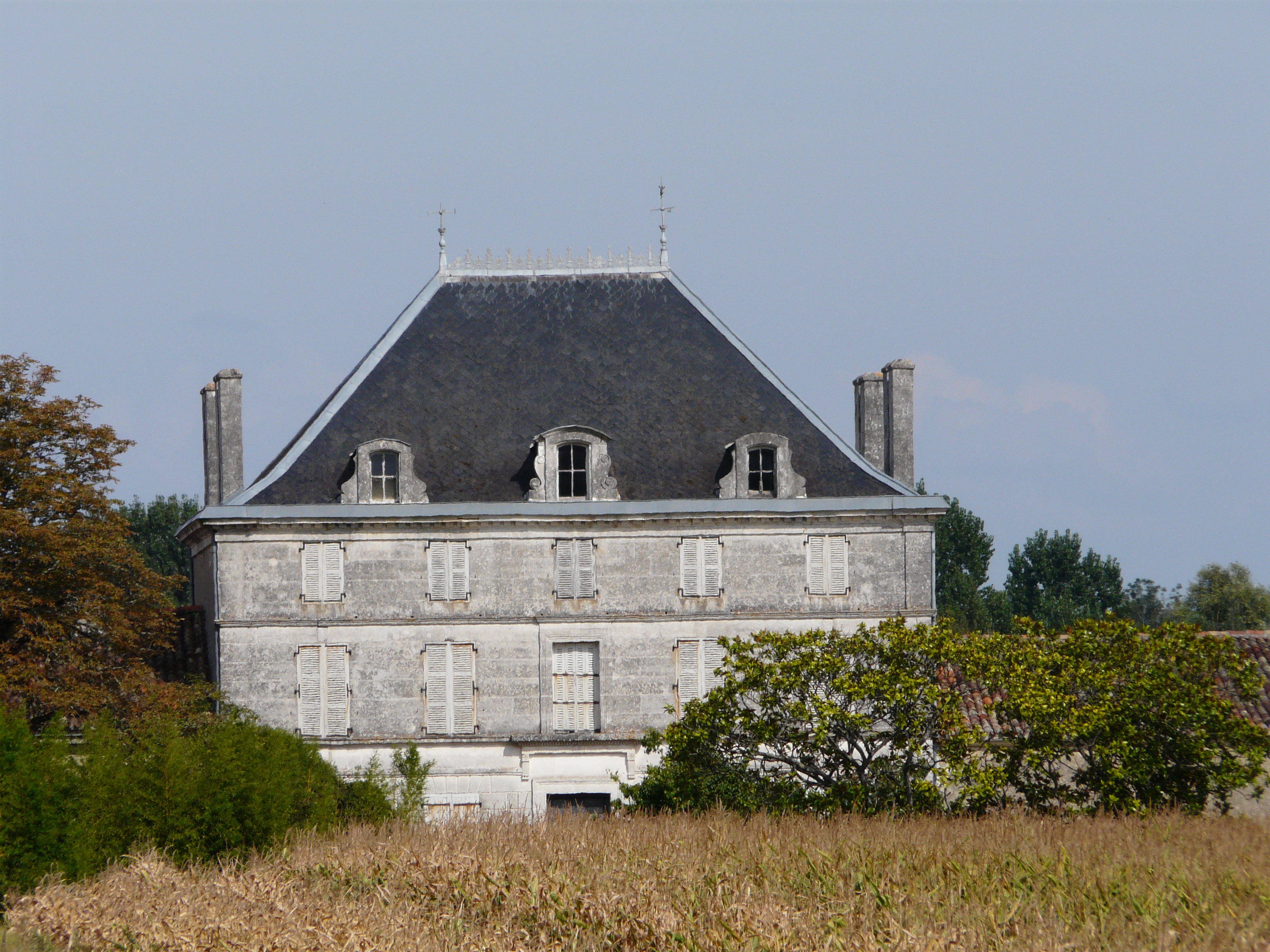
Le Maine Joli.

Les comtes d’Angoulême, auxquels Vindelle appartenait, lui ont procuré durant plusieurs siècles une vie paisible. C'est Guillaume IV Taillefer, cinquième comte héréditaire d'Angoulême de 988 à 1028, qui fit donation du prieuré de Vindelle aux moines bénédictins de l'abbaye de Saint-Amant-de-Boixe..
Un château dominant la vallée de la Charente s'élevait au Cluzeau. Il n'en reste qu'une estampe nommée "Petit château d'Escluseau" dessinée par Claude Chastillon (1559-1616) topographe du roi Henri IV et éditée, post mortem, en 1641 dans le recueil de planches titré "Topographie française des villes, bourgs, châteaux, maisons de plaisance, remises et vestiges de l'antiquité du royaume de France". Le contour de cet édifice apparaît aussi sur une vue du cadastre napoléonien de 1828 conservé aux archives Départementales de la Charente et confirme l'emplacement de cette construction dans le hameau avant son complet démantèlement vers 1830. Le Puy du Maine abritait un prieuré. La tradition prétend que ses moines étaient des brigands… Leur monastère, habité aujourd’hui, conserve certains vestiges intéressants de cette lointaine époque. On peut voir aussi, de la route, de belles demeures comme le Maine Joli, le Logis Cassé (ancienne ferme dite aussi le Logis de Guissalle), le Logis de la Motte, trois moulins respectivement situés à Guissalle, Coursac et au Bourg.  Mais le principal témoin de l’histoire de Vindelle est le prieuré Saint-Christophe qui dépendait de l’abbaye de Saint-Amant-de-Boixe. Des sarcophages datant probablement du VIIe siècle ont été découverts dans la nef entre 1970 et 1980 lors de travaux effectués par le curé et ses paroissiens[réf. nécessaire].
Au Moyen Âge, principalement aux XIIe et XIIIe siècles, Vindelle se trouvait sur une variante nord-sud de la via Turonensis, itinéraire du pèlerinage de Saint-Jacques-de-Compostelle qui passait par Nanteuil-en-Vallée, Tusson, Marcillac-Lanville, Saint-Amant-de-Boixe, Angoulême, Mouthiers, Blanzac et Aubeterre.
Sous l'Ancien Régime, les fiefs les plus importants étaient ceux de Vindelle et de Guissale. Celui-ci appartenait au XVIIe siècle à Jean Regnauld, seigneur de Pondeville à Saint-Estèphe et enfin à Salomon Chapiteau, seigneur de Guissalle, à la fin de cette époque.
Au début du XXe siècle, le vignoble a été reconstitué à la suite de la crise du phylloxéra et fournissait 3 000 hl d'un vin apprécié. Les cultures maraîchère (asperges, petits pois), mais aussi fruitière (abricotiers, pêchers, pruniers) étaient une source importante de revenus. L'industrie consistait en trois minoteries sur la Charente, l'une au bourg, les autres à Guissale et à Coursac.

## Administration

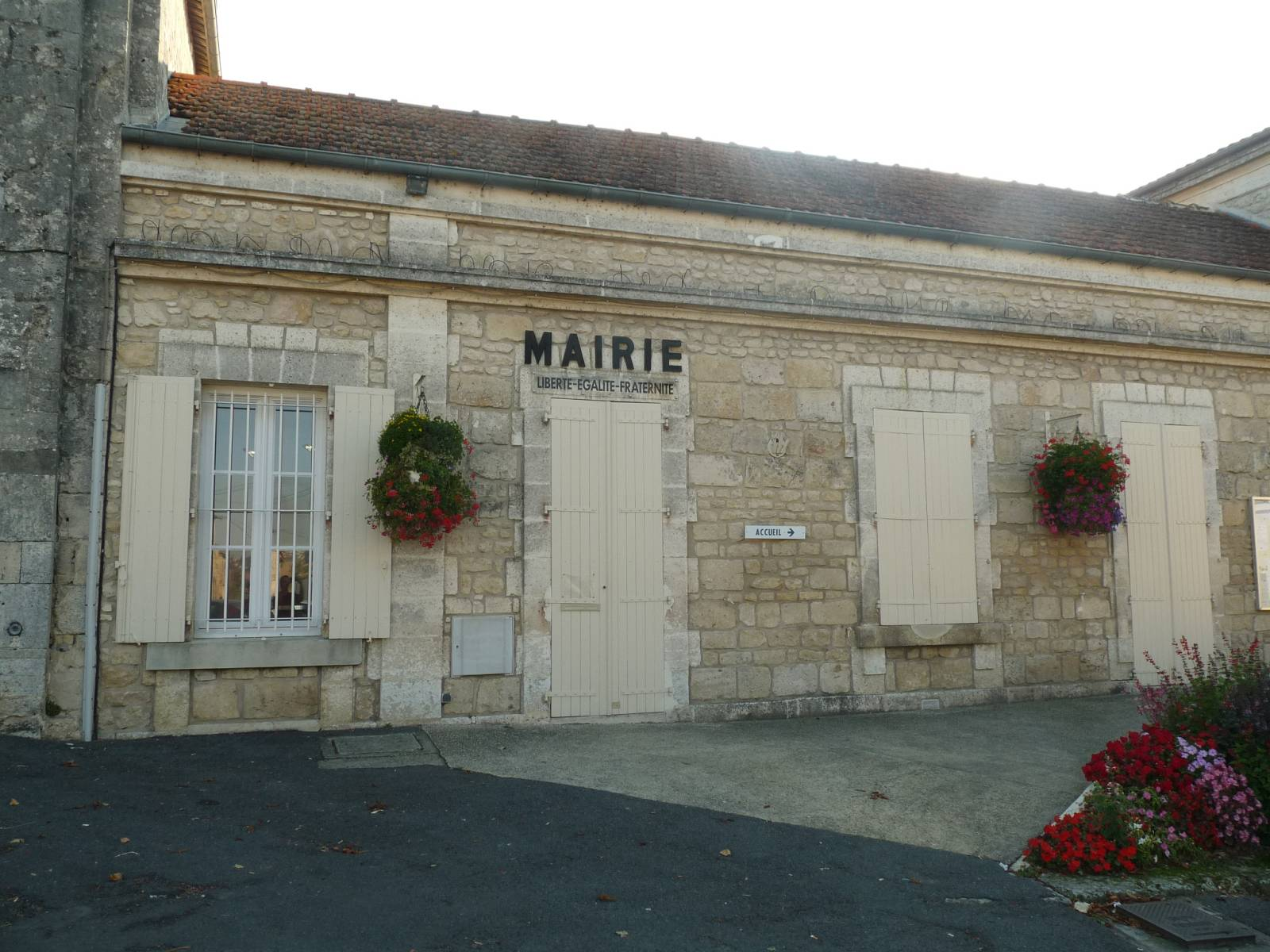
La mairie.

Vindelle a été créée dans le canton de Vars puis est passée en 1801 dans celui de Hiersac. En 2015, elle appartient à celui de Val de Nouère.
| Période                                  | Période      | Identité                       | Étiquette | Qualité                                       |
| ---------------------------------------- | ------------ | ------------------------------ | --------- | --------------------------------------------- |
| Les données manquantes sont à compléter. |              |                                |           |                                               |
|                                          |              |                                |           |                                               |
| 1792                                     | 1794         | Étienne Barraud                |           | Cultivateur                                   |
| 1794                                     | 1800         | Jean Couillebaud               |           | Cultivateur                                   |
| 1800                                     | 1800         | Salomon Chapiteau de Guissalle |           | Citoyen cultivateur                           |
| 1800                                     | 1801         | Pierre Navarre du Cluzeau      |           | Cultivateur                                   |
| 1801                                     | 1821         | Jean Louis Corliet de Coursac  |           | Propriétaire                                  |
| 1821                                     | 1834         | Jean Pinaud                    |           | Meunier à Guissalle                           |
| 1834                                     | 1836         | Christophe Rouhier             |           | Officier retraité                             |
| 1836                                     | 1844         | Étienne Augeraud               |           | Propriétaire cultivateur                      |
| 1844                                     | 1881         | Jean Chambaud                  |           | Cultivateur                                   |
| 1881                                     | 1884         | Pierre Collin                  |           | Propriétaire cultivateur                      |
| 1884                                     | 1892         | Jean Henri Gindraud            |           | Propriétaire négociant                        |
| 1892                                     | 1900         | Louis Jules Fleuranceau        |           | Propriétaire cultivateur                      |
| 1900                                     | 1916         | Philippe Garraud               |           | Cultivateur                                   |
| 1916                                     | 1916         | Eugène Vincent                 |           | Cultivateur                                   |
| 1916                                     | 1919         | Pierre Terracher               |           | Cultivateur Adjoint faisant fonction de maire |
| 1919                                     | 1934         | Antonin Vincent                |           | Marchand de bestiaux                          |
| 1934                                     | 1935         | Jean Marie Paul Servant        |           | Minotier à Guissalle                          |
| 1935                                     | 1945         | René Collin                    |           | Agriculteur                                   |
| 1945                                     | 1947         | Henri Collin                   |           | Agriculteur                                   |
| 1947                                     | 1956         | Rémy Alliat                    |           | Agriculteur                                   |
| 1956                                     | 1983         | Henri Gautraud                 |           | Agriculteur                                   |
| 1983                                     | 1989         | Marcel Varachaud               |           | Artisan maçon                                 |
| 1989                                     | 1995         | Claude Michel                  |           | Typographe                                    |
| 1995                                     | 2001         | Jean-Paul Alliat               | SE        | Agriculteur                                   |
| 2001                                     | 2008         | Gérard Bouvy                   | PS        | Agent de maîtrise                             |
| 2008                                     | juillet 2017 | André Fricheteau               | MoDem     | Cadre retraité                                |
| juillet 2017                             | 28 mai 2020  | Bruno Proux                    | SE        | Cadre de santé                                |
| 28 mai 2020                              | En cours     | Isabelle Moufflet              | SE        | Commerçante                                   |

## Démographie

### Évolution démographique
L'évolution du nombre d'habitants est connue à travers les recensements de la population effectués dans la commune depuis 1793. Pour les communes de moins de 10 000 habitants, une enquête de recensement portant sur toute la population est réalisée tous les cinq ans, les populations de référence des années intermédiaires étant quant à elles estimées par interpolation ou extrapolation. Pour la commune, le premier recensement exhaustif entrant dans le cadre du nouveau dispositif a été réalisé en 2006.

En 2022, la commune comptait 1 044 habitants, en évolution de −1,88 % par rapport à 2016 (Charente : −0,48 %, France hors Mayotte : +2,11 %).
| 1793 | 1800 | 1806 | 1821 | 1831 | 1841 | 1846 | 1851 | 1856 |
| ---- | ---- | ---- | ---- | ---- | ---- | ---- | ---- | ---- |
| 811  | 815  | 779  | 808  | 906  | 823  | 893  | 922  | 923  |

| 1861 | 1866 | 1872 | 1876 | 1881 | 1886 | 1891 | 1896 | 1901 |
| ---- | ---- | ---- | ---- | ---- | ---- | ---- | ---- | ---- |
| 884  | 886  | 816  | 815  | 832  | 768  | 707  | 690  | 701  |

| 1906 | 1911 | 1921 | 1926 | 1931 | 1936 | 1946 | 1954 | 1962 |
| ---- | ---- | ---- | ---- | ---- | ---- | ---- | ---- | ---- |
| 657  | 617  | 537  | 539  | 537  | 542  | 511  | 540  | 554  |

| 1968 | 1975 | 1982 | 1990 | 1999 | 2006 | 2011  | 2016  | 2021  |
| ---- | ---- | ---- | ---- | ---- | ---- | ----- | ----- | ----- |
| 556  | 643  | 747  | 933  | 866  | 938  | 1 011 | 1 064 | 1 062 |

| 2022  | - | - | - | - | - | - | - | - |
| ----- | - | - | - | - | - | - | - | - |
| 1 044 | - | - | - | - | - | - | - | - |

### Pyramide des âges
La population de la commune est relativement jeune.
En 2018, le taux de personnes d'un âge inférieur à 30 ans s'élève à 32,1 %, soit au-dessus de la moyenne départementale (30,2 %). À l'inverse, le taux de personnes d'âge supérieur à 60 ans est de 26,6 % la même année, alors qu'il est de 32,3 % au niveau départemental.
En 2018, la commune comptait 551 hommes pour 535 femmes, soit un taux de 50,74 % d'hommes, largement supérieur au taux départemental (48,41 %).
Les pyramides des âges de la commune et du département s'établissent comme suit.
| Hommes | Classe d’âge | Femmes |
| ------ | ------------ | ------ |
| 0,6    | 90 ou +      | 0,8    |
| 5,7    | 75-89 ans    | 8,0    |
| 19,2   | 60-74 ans    | 19,0   |
| 20,7   | 45-59 ans    | 22,1   |
| 20,4   | 30-44 ans    | 19,3   |
| 15,0   | 15-29 ans    | 13,4   |
| 18,4   | 0-14 ans     | 17,4   |

| Hommes | Classe d’âge | Femmes |
| ------ | ------------ | ------ |
| 1      | 90 ou +      | 2,7    |
| 9,2    | 75-89 ans    | 12     |
| 20,6   | 60-74 ans    | 21,3   |
| 20,7   | 45-59 ans    | 20,3   |
| 16,8   | 30-44 ans    | 16     |
| 15,6   | 15-29 ans    | 13,4   |
| 16,1   | 0-14 ans     | 14,3   |

### Remarques
Vindelle a retrouvé à la fin du XXe siècle sa population de la première moitié du XIXe siècle.

## Économie

### Agriculture
Les coteaux, à l’ouest, et certaines parties de la plaine, permettent la culture d’une vigne donnant un vin de pays, servant aussi à l’élaboration de pineau blanc et rouge et de cognac d’appellation Fins Bois.

## Équipements, services et vie locale

### Enseignement
L'école publique consiste en un regroupement pédagogique intercommunal (RPI) entre Balzac et Vindelle. Vindelle accueille l'école élémentaire, avec quatre classes du CE1 au CM2, et Balzac l'école primaire. Le secteur du collège est Gond-Pontouvre.

## Lieux et monuments

### Patrimoine religieux

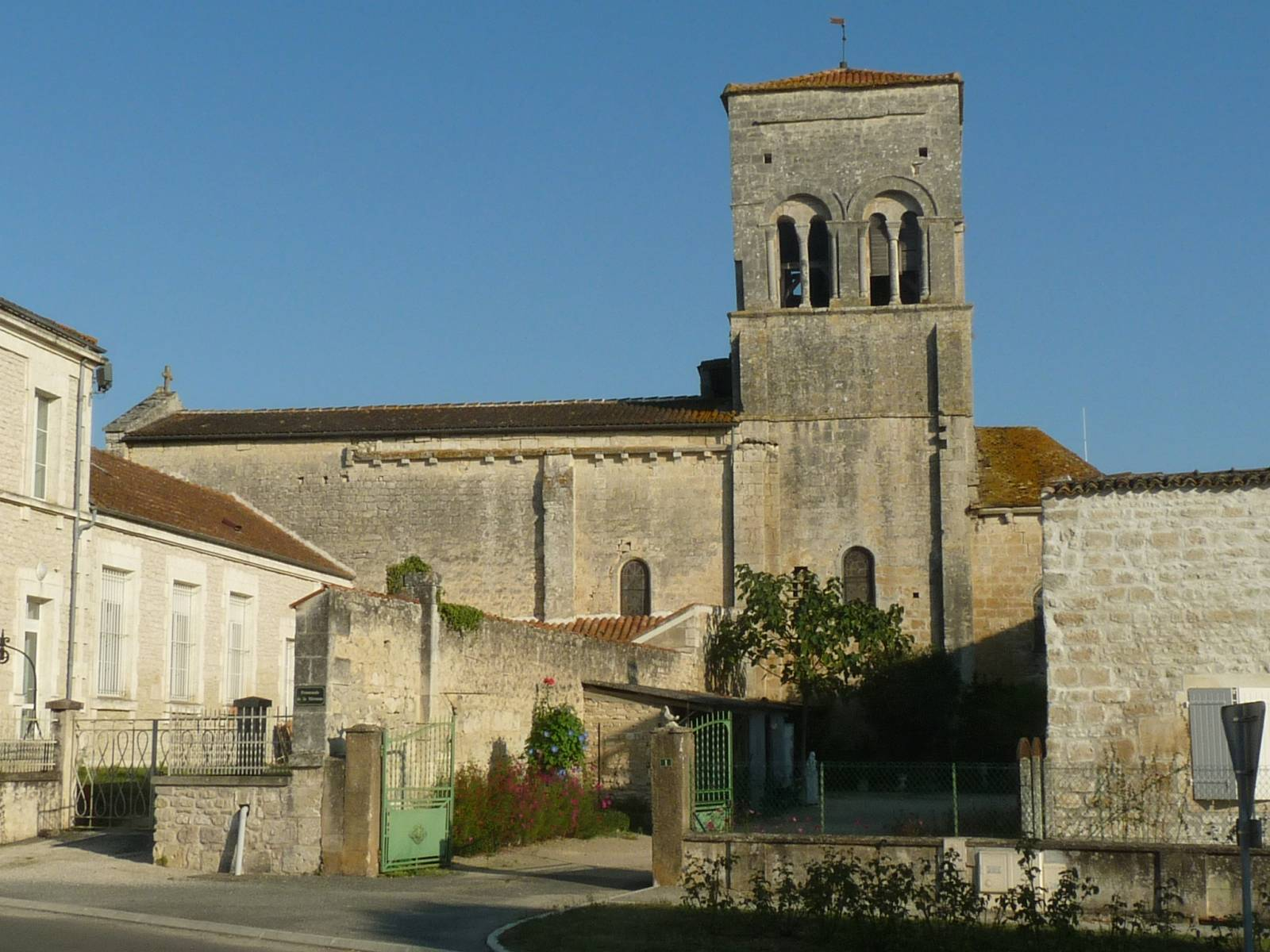
L'église Saint-Christophe.

L'église paroissiale Saint-Christophe est un ancien prieuré, composé d'une nef du XIe siècle prolongée au XIIe siècle d'une travée sous clocher couverte d'une coupole sur trompes. La nef a été surélevée durant la guerre de Cent Ans (sans doute pour créer un chemin de ronde). Elle a été restaurée au XVIIe puis au XIXe siècle. Les travaux effectués entre 1970 et 1980 ont permis de retrouver aussi des peintures murales. Elle a été inscrite au titre des monuments historiques le 4 décembre 1995.
L'édifice présente un clocher à fenêtres doublement géminées et une arbalétrière, ainsi que des modillons, mieux conservés sur sa façade occidentale qu'au chevet.
L'escalier du XVIIe siècle permet d'accéder à trois des plus vieilles cloches du département : 1603, 1604 et 1787. En effet le prieuré Saint-Christophe possède une cloche en bronze datée de 1604 et gravée de l'inscription « + IHS+MRA IE SVIS FAICTE POVR ST CHRISTOPHLE DE VINDELLE EN L'AN 1604. BENITE PAR et à la ligne suivante ++ M.B. BRVNELIERE. PARIN NOBLE HOMME M. MESNEAV ; MESRINE C. CONSTANT ». La plus ancienne dite de 1603 porte la dédicace suivante « + SANCTVS BARBARA ORA PRO NOBIS » mais certains experts la font dater du XIVe siècle ou XVe siècle. La plus jeune a été datée en 1623 par l'arrêté de classement alors que la dédicace indique en première ligne  « + M. GUILLAVME BALLOTHE CVRE DE VINDELLE ROVSELOT ADIVDICATAIRE L'AN 1787 » et en seconde ligne  « FAITE PAR N. BOVLANGER MERLIN CORNILLON FRP AVAN BT GARAT DRFP ». L'inscription de sa bénédiction dans le registre paroissial le 24 juin 1787 confirme cette date. Les trois cloches sont classées monuments historiques au titre d'objets depuis le 30 octobre 1944.

### Patrimoine civil
Le Monument aux Morts pour la France
Érigé à l'époque sur la place Beaulieu, devenue place de l'église, après délibération en session extraordinaire du conseil municipal du 19 septembre 1919 et inauguré le 15 août 1920 par le député de la circonscription Henri Poitou-Duplessy et le maire de la commune Antonin Vincent.
Après plus de 100 ans, la particularité qui le marquait dans la liste des soldats morts pour la France durant la guerre 1914-1918 où deux poilus manquaient à l'appel a été corrigée le 5 du mois d'octobre 2020. L'édifice affiche, désormais, les noms de Jean-Baptiste Beaulieu mort pour la France le 28 août 1914 à Le Transloy dans le Pas de Calais, premier mort de la commune où il résidait avec sa famille dans le hameau de Chapelot qui ferait expliquer, peut-être, le baptême à son nom de la dite place du parvis de l'église et Julien Edmond Adonis Lussaud né dans le hameau des Moreaux à Vindelle mort pour la France le 9 septembre 1914 à Oeuvy dans la Marne qui en fait, chronologiquement, le quatrième Vindellois mort au champ d'honneur.
Il existe aussi à Vindelle d’autres témoignages architecturaux du passé : trois moulins hydrauliques, fermes, porches, ponts, lavoirs, fontaines…

### Patrimoine environnemental

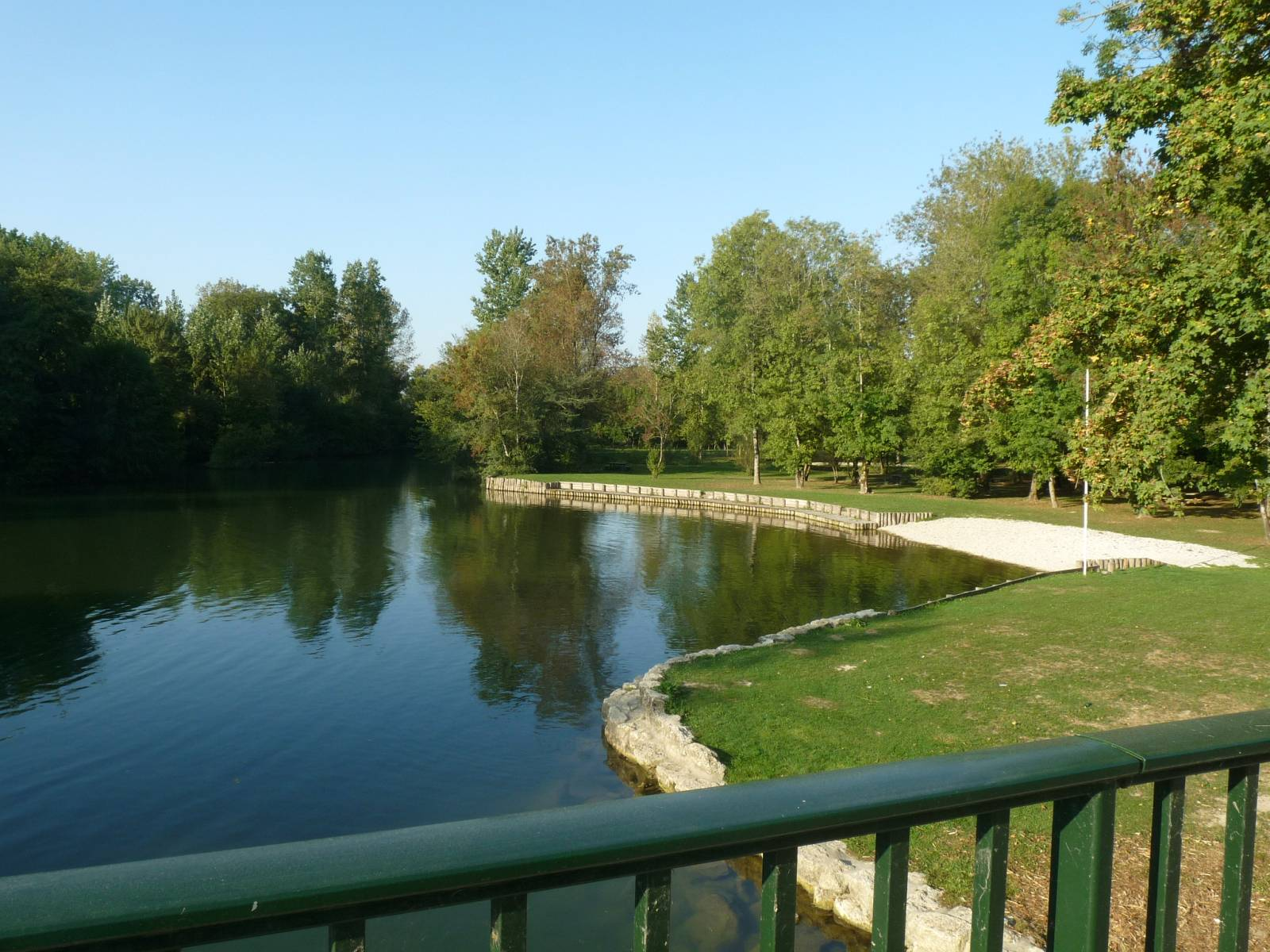
La baignade.

Les bords de la Charente et de la Méronne sont propices à la flânerie, la pêche, le pique-nique. Une baignade a été aménagée, jouxtée par une aire de détente. La Méronne peut être traversée sur des grosses pierres à Puits-Marot et la Charente dans un bateau à chaînes appelé La Paperote. Le territoire communal offre des circuits de randonnée balisés.

## Personnalités liées à la commune
- Jean Condat  (1824-1908), dit Jean Chapelot, né dans le hameau de Chapelot, mort à Bordeaux où il est inhumé dans le cimetière de la Chartreuse. Écrivain, photographe, publiciste, folkloriste, inventeur des petites photographies dites « portraits-timbres » précurseurs de la photographie d'identité, fondateur de journaux et de revues il est l'auteur, entre autres contes patoisants, des Contes balzatois (1871) qu'il écrit sous le pseudonyme de Jean Chapelot. Le tronçon de la route départementale 37 entre le bourg et le hameau de Chapelot a été nommé « route Jean-Chapelot » pour lui rendre hommage[40],[41],[42].
- Eugène Napoléon Étienne  (1844-1921), homme politique français, député (de 1881 à 1919), sénateur (de 1919 à 1921), ministre de l'intérieur en 1905, ministre de la guerre de 1905 à 1906 puis de nouveau en 1913. Fils du capitaine du Train des Équipages Jean Baptiste Étienne (1803-1856) né dans le hameau des Moreaux à Vindelle. Ministre de l'intérieur, il présida, le 12 juin 1905 le banquet donné par la commune en son honneur  alors que sa charge ministérielle le faisait visiter la ville d'Angoulême.
- Louis Adolphe Terracher (1881-1955), linguiste, universitaire, recteur successif des académies de Dijon, Bordeaux et Strasbourg entre 1925 et 1945 et homme politique français du régime de Vichy de 1940 à 1944, né à Vindelle. Mort à Vichy, il est inhumé dans le cimetière de Vindelle. Une voie du bourg lui est dédiée sous le nom de « rue du Recteur Terracher ».
- Yves Moraud (1934-2014), homme de lettres, professeur de littérature à l'Université de Bretagne occidentale (Brest), spécialiste international de l'œuvre d'André Malraux, fondateur du Centre dramatique universitaire de Brest, fondateur de l'Orchestre universitaire de Brest, metteur en scène, fondateur de l'Institut de préparation à l'administration générale (IPAG) de Brest, né à Vindelle, mort à Brest et inhumé dans le cimetière de Vindelle[43].